# 表流水
表流水（ひょうりゅうすい、英語: Surface Water）とは、河川や湖沼の水のように完全に地表面に存在している水のことで、特に停滞していない水（流れを確認することが可能である水）のことをいう。地表水とほぼ同義であるが、地表水が一部の湖沼水や水たまりなどの停滞した水を含むのに対して、表流水には停滞した水は含まない。

## 概要
表流水は表地面を流れているため、外気温の影響を受けやすく、水温の上下が起こりやすい。また、大雨などによって水質の汚濁を受けやすいため、水質は安定していないが、大量の安定した取水が容易である。

## 表流水の利用
降雨起源であるため、溶解性のイオンなどが少なく、優れた水道水源のひとつである。さらに、一時的な水質の汚濁については、水の流れによって比較的早く影響を脱しやすい。しかし、上流域に人間活動がある場合は有機化合物や栄養塩の流入などで水質が悪化することがある。日本における水源依存度は表流水が70%、地下水が25%であり、河川法が規定している水利権を得て河川やダムに設置された取水施設から取水する。また、表流水に多様な汚染物質が含まれていることがあるのに対して、地下水は比較的清浄な状態を保っている。特に、極めて浅い地下水である伏流水は河床や河川敷の下にあたる砂礫層を潜伏して流れており、上下を不透水層に挟まれた透水層が河川と交わるときに透水層内に生じる流水であることから、地中で濾過されるため、表流水と伏流水を比較した場合は伏流水の方が水質は良好である。
表流水は「ミネラルウォーター類の品質表示ガイドライン」（農林水産省、1990）において、ミネラルウォーター類の中のボトルドウォーターに分類されている。

## 表流水の形成
表流水の形成は以下に示す水循環（水文循環、水の大循環）における一連のプロセスに包含されている。
- 海洋における蒸発（地球上で太陽エネルギーと重力を主な原動力として起こる）
- 陸域への輸送（大気圏を通じて行われる）
- 降水
- 表流水・地下水の形成
- 海洋への流出

## 表流水に係る問題
表流水に係る問題を以下に示す。

### 過剰取水による影響
表流水の過剰取水によって河川が干上がることに伴い、世界的に地下水への依存が増加している。こうした地下水への依存により、長い年月をかけて地下に浸透した限りある資源である化石水などの水位が急速に低下している。

### 生活形態の多様化による汚染
1990年代後半、生活形態の多様化によって生活様式はエネルギー多消費型になり、それに伴って排水や廃棄物の質や量は大きく変化しており、特に都市周辺地域において小規模未規制排水による表流水系の汚染が大きな問題となった。

### 河川低質汚泥による影響
河川低質汚泥には多量の重金属が含まれており、静置している場合には表流水が清澄であっても容易に溶出することはない。しかし、嫌気条件のもとでは低質汚泥の膜が破れやすくなり、流れが急変したりする条件を除けば、溶解速度が最も大きくなる。ただし、攪拌して長時間経過するとフロックの状態が変化することにより溶出が減少する。また、河川低質汚泥の溶出はほとんどが浮遊状態で、溶解状態ではないため、再び沈殿する。

### 放射性物質の拡散による影響
2011年3月の福島第一原子力発電所事故発生後に厚生労働省は降雨によって大気中の放射性物質が取水元に流入して、水道水中の放射性ヨウ素が高濃度になる可能性があることから、日本全国の水道事業体及び水道用水供給事業体に対して、降雨後の取水制限を求めたり、放射性物質を低減するとされる活性炭や浄水場の野外施設を覆うビニールシートなどの利用検討を要請した。